# Tequila, Jalisco

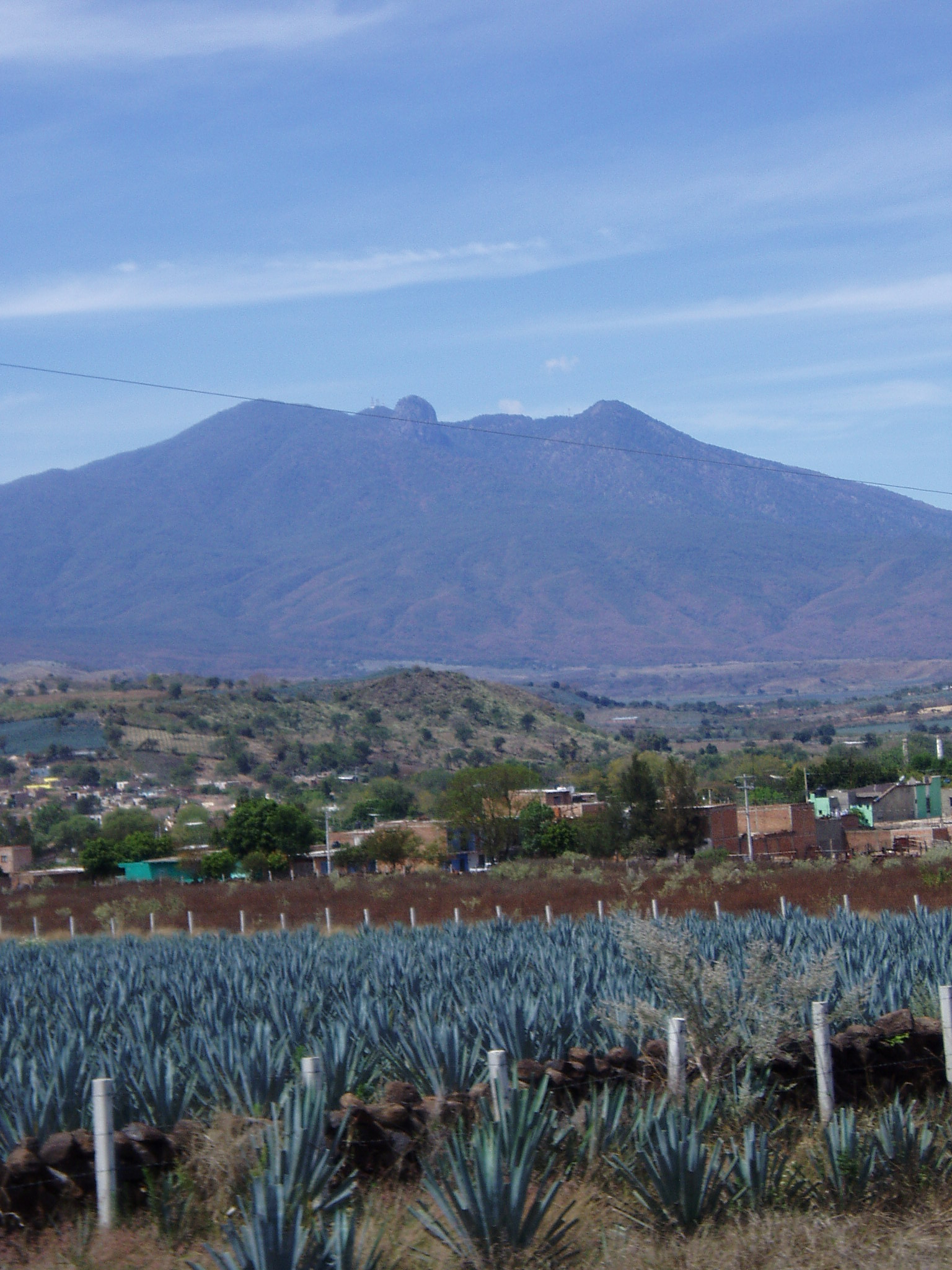
Agavefält i Tequila.

Tequila är en stad i delstaten Jalisco i västra Mexiko som är särskilt känd för skapandet av spritdrycken med samma namn (se Tequila). Staden har 27 593 invånare (2007), med totalt 39 680 invånare (2007) i hela kommunen.
I staden finns ett nationalmuseum för drycken Tequila, Museo Nacional de Tequila.